# Harry Daghlian

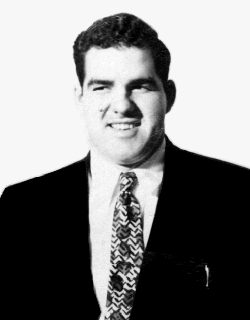
Harry Daghlian

Haroutune Krikor Daghlian Jr. (4 de maio de 1921 – 15 de setembro de 1945) foi um físico norte-americano do Projeto Manhattan, que projetou e produziu as bombas atômicas que foram usadas na Segunda Guerra Mundial. Ele acidentalmente se irradiou em 21 de agosto de 1945, durante um experimento de massa crítica no remoto Omega Site do Laboratório Nacional de Los Alamos, no Novo México, e morreu 25 dias depois do envenenamento por radiação resultante.
Daghlian foi irradiado como resultado de um acidente de criticidade que ocorreu quando ele acidentalmente deixou cair um tijolo de carboneto de tungstênio em um núcleo de bomba de liga de plutônio-gálio de 6,2 kg . Este núcleo, posteriormente apelidado de "núcleo demoníaco", foi posteriormente envolvido na morte de outro físico, Louis Slotin.